# Doctor Who (1996)
TV-film från 1996 om Doktorn från TV-serien Doctor Who. Först tänkt att skapa ett intresse för den brittiska TV-serien i USA, vilket kunde leda till en eventuell återupplivning av Doctor Who, men eftersom den floppade kom ingen ny säsong förrän 2005 och då bara i Storbritannien.
Huvudrollen (Doktorn) spelades av Sylvester McCoy och Paul McGann, då McCoy lämnade över rollen genom en så kallad regeneration.
Filmen har fått kritik för att den inte alltid håller sig inom ramarna för vad de tidigare Doctor Who-installationerna avslöjat om Doktorns universum, men Paul McGann hyllas ofta som en doktor som borde återvända i den nya serien.

## Om filmen
Filmen är inspelad i San Francisco och Vancouver. Den hade världspremiär i Kanada den 12 maj 1996 och svensk premiär på video i januari 1997.

## Rollista (urval)
- Paul McGann - The Doctor
- Eric Roberts - The Master
- Daphne Ashbrook - doktor Grace Holloway
- Sylvester McCoy - The Doctor